# Eldat

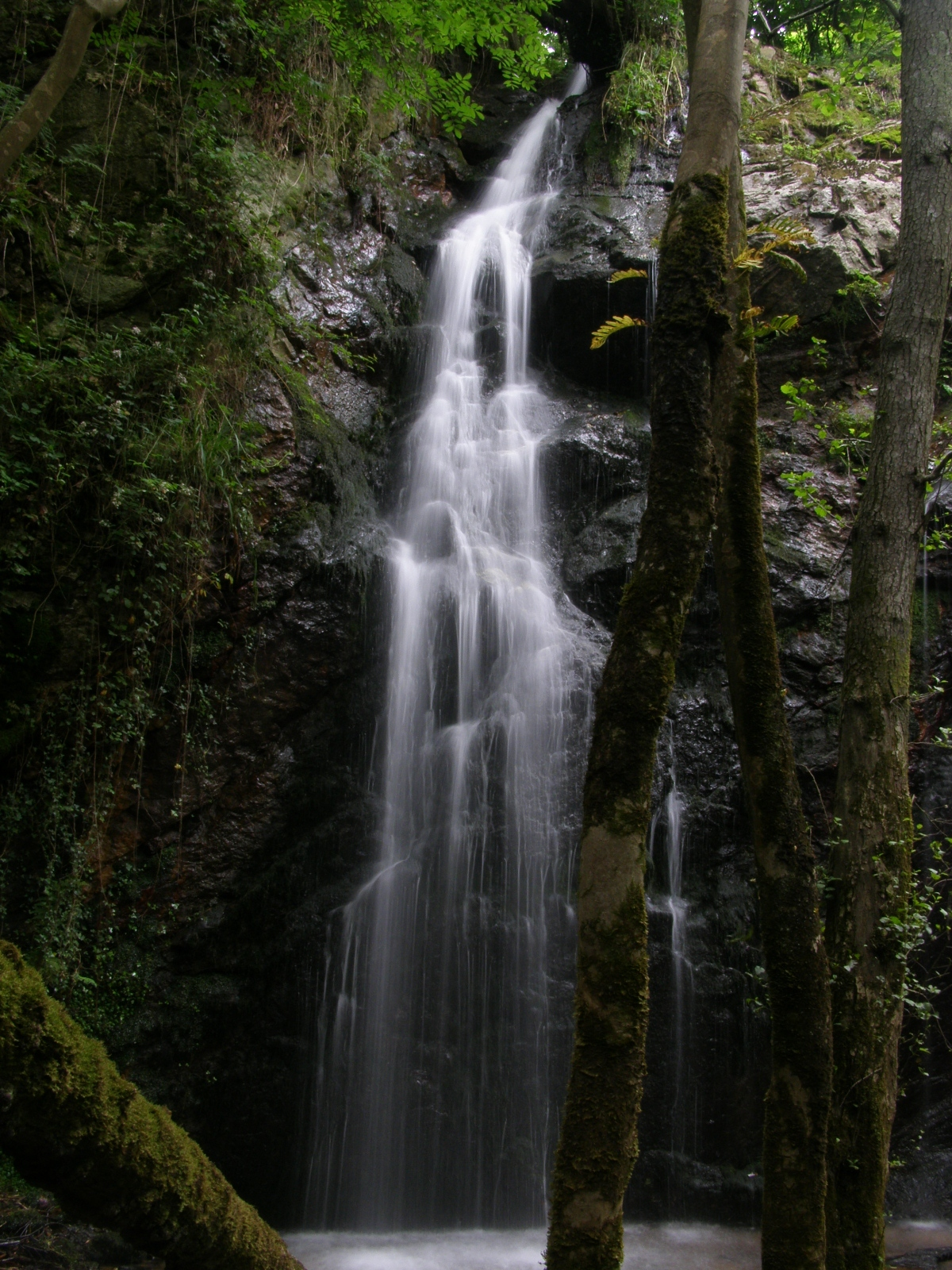
En Reinos Olvidados, las cascadas son asociadas a la diosa Eldat

Eldat (Eldath en inglés), también conocida como la Diosa del agua cantarina, Madre Guardiana de las arboledas, o la Diosa verde, es una diosa de los Reinos Olvidados, un escenario de campaña concebido para el juego de rol Dungeons & Dragons.
El símbolo de esta deidad (que es representada cómo una mujer vestida de verde brillante y cabellos oscuros, o cómo una dríade o una elfa salvaje de cabello azul y verde) es una cascada cayendo en un estanque de aguas tranquilas o un disco azul cielo rodeado por hojas de helecho, y a ella se le asocian los lugares tranquilos, la paz, las arboledas druídicas, las cascadas, y los arroyos. Es seguida por druidas, pacifistas, y exploradores.
Eldat es una deidad tímida, tranquila, y pacífica, pero de gran e inquebrantable carácter, que sirve a Mielikki -considerándose mutuamente cómo hermanas-, y junto a ella a Silvanus, el Padre Roble. Su manera de actuar es retirarse y evitar la lucha, esperando que sus enemigos acaben por tener tanto de qué preocuparse que acaben por abandonar las armas y pasarse a su lado.
Su culto es pequeño y disperso, y sus sacerdotes son reconocibles por llevar vestiduras de colores verde o azul y piedras semipreciosas de esos colores y aspecto parecido al del agua, o bien una capa más elaborada que recuerda a agua fluyendo con el símbolo de su deidad. 